# 桑乾郡
桑干郡，中国南北朝时设置的郡，位於今山西省山阴县一帶。
北魏献文帝时置，孝明帝孝昌年间改平齐郡。